# 버밍엄 더비
버밍엄 더비(Birmingham Derby)는 버밍엄의 가장 큰 두 구단인 애스턴 빌라와 버밍엄 시티 간의 더비 경기를 말한다. 이 더비는 세컨드 시티 더비(Second City derby)로도 잘 알려져 있는데, 이는 버밍엄이 영국에서 두번째로 큰 도시이기 때문이다. 첫번째 경기는 1879년 9월 27일 스몰 히스 앨리언스(버밍엄 시티의 옛 이름)의 홈 구장인 문츠 스트리트에서 열렸으며, 그 이후로 현재까지 121 경기가 이루어졌다. 현재 애스턴 빌라가 52승으로 우세한 상황이다.

## 경기 결과
| 날짜             | 장소        | 결과 | 대회         | 관중   |
| ---------------- | ----------- | ---- | ------------ | ------ |
| 1894년 9월 1일   | 웰링턴 로드 | 2–1  | 1부 리그     | 20,000 |
| 1895년 9월 7일   | 웰링턴 로드 | 7–3  | 1부 리그     | 13,000 |
| 1901년 12월 26일 | 빌라 파크   | 1–0  | 1부 리그     | 40,000 |
| 1904년 1월 16일  | 빌라 파크   | 1–1  | 1부 리그     | 20,000 |
| 1904년 10월 29일 | 빌라 파크   | 2–1  | 1부 리그     | 40,000 |
| 1906년 1월 20일  | 빌라 파크   | 1–3  | 1부 리그     | 40,000 |
| 1906년 9월 15일  | 빌라 파크   | 4–1  | 1부 리그     | 45,000 |
| 1908년 1월 18일  | 빌라 파크   | 2–3  | 1부 리그     | 39,500 |
| 1922년 3월 11일  | 빌라 파크   | 1–1  | 1부 리그     | 52,345 |
| 1923년 3월 24일  | 빌라 파크   | 3–0  | 1부 리그     | 40,000 |
| 1923년 9월 1일   | 빌라 파크   | 0–0  | 1부 리그     | 59,157 |
| 1925년 2월 14일  | 빌라 파크   | 1–0  | 1부 리그     | 60,000 |
| 1925년 10월 17일 | 빌라 파크   | 3–3  | 1부 리그     | 52,254 |
| 1927년 3월 19일  | 빌라 파크   | 2–4  | 1부 리그     | 49,334 |
| 1928년 3월 17일  | 빌라 파크   | 1–1  | 1부 리그     | 59,367 |
| 1929년 3월 9일   | 빌라 파크   | 1–2  | 1부 리그     | 56,528 |
| 1929년 8월 31일  | 빌라 파크   | 2–1  | 1부 리그     | 36,834 |
| 1930년 10월 18일 | 빌라 파크   | 1–1  | 1부 리그     | 55,482 |
| 1931년 11월 21일 | 빌라 파크   | 3–2  | 1부 리그     | 44,948 |
| 1932년 10월 22일 | 빌라 파크   | 1–0  | 1부 리그     | 52,191 |
| 1934년 4월 14일  | 빌라 파크   | 1–1  | 1부 리그     | 34,196 |
| 1934년 12월 29일 | 빌라 파크   | 2–2  | 1부 리그     | 40,785 |
| 1936년 3월 28일  | 빌라 파크   | 2–1  | 1부 리그     | 49,531 |
| 1939년 3월 4일   | 빌라 파크   | 5–1  | 1부 리그     | 40,874 |
| 1948년 12월 4일  | 빌라 파크   | 0–3  | 1부 리그     | 62,434 |
| 1949년 12월 10일 | 빌라 파크   | 1–1  | 1부 리그     | 45,008 |
| 1955년 9월 5일   | 빌라 파크   | 0–0  | 1부 리그     | 57,690 |
| 1956년 10월 27일 | 빌라 파크   | 3–1  | 1부 리그     | 54,927 |
| 1957년 12월 21일 | 빌라 파크   | 0–2  | 1부 리그     | 41,118 |
| 1958년 8월 23일  | 빌라 파크   | 1–1  | 1부 리그     | 55,198 |
| 1960년 10월 22일 | 빌라 파크   | 6–2  | 1부 리그     | 44,722 |
| 1961년 10월 28일 | 빌라 파크   | 1–3  | 1부 리그     | 49,532 |
| 1963년 3월 26일  | 빌라 파크   | 4–0  | 1부 리그     | 40,400 |
| 1964년 2월 13일  | 빌라 파크   | 0–3  | 1부 리그     | 25,797 |
| 1965년 4월 12일  | 빌라 파크   | 3–0  | 1부 리그     | 36,871 |
| 1967년 10월 7일  | 빌라 파크   | 2–4  | 2부 리그     | 50,067 |
| 1969년 4월 12일  | 빌라 파크   | 1–0  | 2부 리그     | 53,647 |
| 1969년 10월 18일 | 빌라 파크   | 0–0  | 2부 리그     | 54,405 |
| 1975년 9월 27일  | 빌라 파크   | 2–1  | 1부 리그     | 53,782 |
| 1976년 9월 18일  | 빌라 파크   | 1–2  | 1부 리그     | 50,084 |
| 1977년 10월 1일  | 빌라 파크   | 0–1  | 1부 리그     | 45,436 |
| 1979년 3월 3일   | 빌라 파크   | 1–0  | 1부 리그     | 42,419 |
| 1980년 12월 13일 | 빌라 파크   | 3–0  | 1부 리그     | 41,101 |
| 1981년 9월 26일  | 빌라 파크   | 0–0  | 1부 리그     | 41,098 |
| 1983년 4월 4일   | 빌라 파크   | 1–0  | 1부 리그     | 40,897 |
| 1983년 10월 15일 | 빌라 파크   | 1–0  | 1부 리그     | 39,318 |
| 1986년 3월 22일  | 빌라 파크   | 0–3  | 1부 리그     | 26,294 |
| 1987년 8월 22일  | 빌라 파크   | 0–2  | 2부 리그     | 30,870 |
| 2003년 3월 3일   | 빌라 파크   | 0–2  | 프리미어십   | 42,606 |
| 2004년 2월 22일  | 빌라 파크   | 2–2  | 프리미어십   | 40,061 |
| 2004년 12월 12일 | 빌라 파크   | 1–2  | 프리미어십   | 42,606 |
| 2006년 4월 16일  | 빌라 파크   | 3–1  | 프리미어십   | 40,158 |
| 2008년 4월 20일  | 빌라 파크   | 5–1  | 프리미어리그 | 42,584 |
| 2010년 4월 25일  | 빌라 파크   | 1–0  | 프리미어리그 | 42,584 |
| 2010년 10월 31일 | 빌라 파크   | 0–0  | 프리미어리그 | 40,688 |

| 날짜             | 장소            | 결과 | 대회         | 관중   |
| ---------------- | --------------- | ---- | ------------ | ------ |
| 1894년 10월 20일 | 문츠 스트리트   | 2–2  | 1부 리그     | 14,000 |
| 1895년 10월 26일 | 문츠 스트리트   | 1–4  | 1부 리그     | 10,000 |
| 1901년 10월 12일 | 문츠 스트리트   | 0–2  | 1부 리그     | 23,000 |
| 1903년 9월 19일  | 문츠 스트리트   | 2–2  | 1부 리그     | 25,000 |
| 1905년 2월 25일  | 문츠 스트리트   | 0–3  | 1부 리그     | 28,000 |
| 1905년 9월 16일  | 문츠 스트리트   | 2–0  | 1부 리그     | 30,000 |
| 1907년 1월 19일  | 세인트 앤드루스 | 3–2  | 1부 리그     | 60,000 |
| 1907년 9월 21일  | 세인트 앤드루스 | 2–3  | 1부 리그     | 45,000 |
| 1922년 3월 15일  | 세인트 앤드루스 | 1–0  | 1부 리그     | 34,190 |
| 1923년 3월 17일  | 세인트 앤드루스 | 1–0  | 1부 리그     | 50,000 |
| 1923년 8월 15일  | 세인트 앤드루스 | 3–0  | 1부 리그     | 41,306 |
| 1924년 10월 11일 | 세인트 앤드루스 | 1–0  | 1부 리그     | 48,098 |
| 1926년 2월 27일  | 세인트 앤드루스 | 2–1  | 1부 리그     | 38,231 |
| 1926년 10월 30일 | 세인트 앤드루스 | 1–2  | 1부 리그     | 48,104 |
| 1927년 11월 5일  | 세인트 앤드루스 | 1–1  | 1부 리그     | 47,605 |
| 1928년 10월 27일 | 세인트 앤드루스 | 2–4  | 1부 리그     | 36,261 |
| 1929년 12월 28일 | 세인트 앤드루스 | 1–1  | 1부 리그     | 33,228 |
| 1931년 2월 21일  | 세인트 앤드루스 | 0–4  | 1부 리그     | 49,619 |
| 1932년 4월 2일   | 세인트 앤드루스 | 1–1  | 1부 리그     | 35,671 |
| 1933년 3월 8일   | 세인트 앤드루스 | 3–2  | 1부 리그     | 24,868 |
| 1933년 12월 2일  | 세인트 앤드루스 | 0–0  | 1부 리그     | 34,718 |
| 1934년 8월 25일  | 세인트 앤드루스 | 2–1  | 1부 리그     | 53,930 |
| 1935년 11월 23일 | 세인트 앤드루스 | 2–2  | 1부 리그     | 60,250 |
| 1938년 10월 29일 | 세인트 앤드루스 | 3–0  | 1부 리그     | 55,301 |
| 1949년 4월 30일  | 세인트 앤드루스 | 0–1  | 1부 리그     | 45,120 |
| 1950년 4월 29일  | 세인트 앤드루스 | 2–2  | 1부 리그     | 24,866 |
| 1955년 9월 21일  | 세인트 앤드루스 | 2–2  | 1부 리그     | 32,642 |
| 1957년 4월 10일  | 세인트 앤드루스 | 1–2  | 1부 리그     | 29,853 |
| 1957년 8월 24일  | 세인트 앤드루스 | 3–1  | 1부 리그     | 50,780 |
| 1958년 12월 20일 | 세인트 앤드루스 | 4–1  | 1부 리그     | 31,857 |
| 1961년 3월 11일  | 세인트 앤드루스 | 1–1  | 1부 리그     | 41,656 |
| 1962년 3월 17일  | 세인트 앤드루스 | 0–2  | 1부 리그     | 43,489 |
| 1962년 10월 27일 | 세인트 앤드루스 | 3–2  | 1부 리그     | 42,228 |
| 1964년 3월 31일  | 세인트 앤드루스 | 3–3  | 1부 리그     | 28,069 |
| 1965년 2월 13일  | 세인트 앤드루스 | 0–1  | 1부 리그     | 32,491 |
| 1968년 2월 24일  | 세인트 앤드루스 | 2–1  | 2부 리그     | 45,283 |
| 1968년 9월 21일  | 세인트 앤드루스 | 4–0  | 2부 리그     | 40,527 |
| 1970년 3월 30일  | 세인트 앤드루스 | 0–2  | 2부 리그     | 41,696 |
| 1976년 4월 3일   | 세인트 앤드루스 | 3–2  | 1부 리그     | 46,251 |
| 1977년 5월 10일  | 세인트 앤드루스 | 2–1  | 1부 리그     | 43,721 |
| 1978년 2월 25일  | 세인트 앤드루스 | 1–0  | 1부 리그     | 33,679 |
| 1979년 3월 3일   | 세인트 앤드루스 | 0–1  | 1부 리그     | 36,145 |
| 1980년 10월 11일 | 세인트 앤드루스 | 1–2  | 1부 리그     | 33,879 |
| 1982년 2월 20일  | 세인트 앤드루스 | 0–1  | 1부 리그     | 32,817 |
| 1982년 12월 27일 | 세인트 앤드루스 | 3–0  | 1부 리그     | 43,864 |
| 1983년 3월 31일  | 세인트 앤드루스 | 2–1  | 1부 리그     | 23,993 |
| 1985년 9월 7일   | 세인트 앤드루스 | 0–0  | 1부 리그     | 24,971 |
| 1987년 12월 12일 | 세인트 앤드루스 | 1–2  | 2부 리그     | 27,789 |
| 2002년 9월 16일  | 세인트 앤드루스 | 3–0  | 프리미어십   | 29,505 |
| 2003년 10월 19일 | 세인트 앤드루스 | 0–0  | 프리미어십   | 29,546 |
| 2005년 3월 20일  | 세인트 앤드루스 | 2–0  | 프리미어십   | 29,382 |
| 2005년 10월 16일 | 세인트 앤드루스 | 0–1  | 프리미어리그 | 29,312 |
| 2007년 11월 11일 | 세인트 앤드루스 | 1–2  | 프리미어리그 | 26,539 |
| 2009년 9월 13일  | 세인트 앤드루스 | 0–1  | 프리미어리그 | 25,196 |
| 2011년 1월 16일  | 세인트 앤드루스 | 1–1  | 프리미어리그 | 22,287 |

### 컵 경기
| 날짜             | 장소            | 홈 팀       | 결과 | 대회         | 단계          | 관중   |
| ---------------- | --------------- | ----------- | ---- | ------------ | ------------- | ------ |
| 1887년 11월 5일  | 웰링턴 로드     | 애스턴 빌라 | 4–0  | FA컵         | 2라운드       |        |
| 1901년 3월 23일  | 문츠 스트리트   | 스몰 히스   | 0–0  | FA 컵        | 8강전         |        |
| 1901년 3월 27일  | 빌라 파크       | 애스턴 빌라 | 1–0  | FA 컵        | 8강전 재경기  |        |
| 1963년 5월 23일  | 세인트 앤드루스 | 버밍엄 시티 | 3–1  | 리그 컵      | 결승전 1차전  | 31,850 |
| 1963년 5월 27일  | 빌라 파크       | 애스턴 빌라 | 0–0  | 리그 컵      | 결승전 2차전  | 37,921 |
| 1988년 9월 27일  | 세인트 앤드루스 | 버밍엄 시티 | 0–2  | 리그 컵      | 2라운드 1차전 |        |
| 1988년 10월 12일 | 빌라 파크       | 애스턴 빌라 | 5–0  | 리그 컵      | 2라운드 2차전 |        |
| 1988년 11월 9일  | 빌라 파크       | 애스턴 빌라 | 6–0  | 풀 멤버스 컵 | 1라운드       | 8,324  |
| 1993년 9월 21일  | 세인트 앤드루스 | 버밍엄 시티 | 0–1  | 리그 컵      | 2라운드 1차전 | 27,815 |
| 1993년 10월 6일  | 빌라 파크       | 애스턴 빌라 | 1–0  | 리그 컵      | 2라운드 2차전 | 35,856 |
| 2010년 12월 1일  | 세인트 앤드루스 | 버밍엄 시티 | 2–1  | 리그컵       | 8강전         | 27,679 |
| 2015년 9월 22일  | 빌라 파크       | 애스턴 빌라 | 1–0  | 리그 컵      | 3라운드       | 34,442 |

### 전적 결과
| 애스턴 빌라 홈 | 애스턴 빌라 홈 | 애스턴 빌라 홈 | 애스턴 빌라 홈 | 애스턴 빌라 홈 | 애스턴 빌라 홈 |
|                | 빌라 승        | 무승부         | 버밍엄 승      | 빌라 골        | 버밍엄 골      |
| -------------- | -------------- | -------------- | -------------- | -------------- | -------------- |
| 리그 (1부)     | 25             | 13             | 12             | 91             | 62             |
| 리그 (2부)     | 1              | 1              | 2              | 3              | 6              |
| 리그 (합계)    | 26             | 14             | 14             | 94             | 68             |
| FA 컵          | 2              | 0              | 0              | 5              | 0              |
| 리그 컵        | 2              | 1              | 0              | 6              | 0              |

| 버밍엄 시티 홈 | 버밍엄 시티 홈 | 버밍엄 시티 홈 | 버밍엄 시티 홈 | 버밍엄 시티 홈 | 버밍엄 시티 홈 |
|                | 버밍엄 승      | 무승부         | 빌라 승        | 버밍엄 골      | 빌라 골        |
| -------------- | -------------- | -------------- | -------------- | -------------- | -------------- |
| 리그 (1부)     | 20             | 13             | 16             | 74             | 66             |
| 리그 (2부)     | 2              | 0              | 2              | 7              | 5              |
| 리그 (합계)    | 22             | 13             | 18             | 81             | 71             |
| FA 컵          | 0              | 1              | 0              | 0              | 0              |
| 리그 컵        | 2              | 0              | 2              | 5              | 5              |

| 합계        | 합계    | 합계   | 합계      | 합계    | 합계      |
|             | 빌라 승 | 무승부 | 버밍엄 승 | 빌라 골 | 버밍엄 골 |
| ----------- | ------- | ------ | --------- | ------- | --------- |
| 리그 (1부)  | 42      | 26     | 32        | 158     | 136       |
| 리그 (2부)  | 3       | 1      | 4         | 8       | 13        |
| 리그 (합계) | 45      | 27     | 36        | 165     | 149       |
| FA 컵       | 2       | 1      | 0         | 6       | 0         |
| 리그 컵     | 4       | 1      | 2         | 11      | 5         |
| 전 경기     | 52      | 29     | 38        | 183     | 154       |

## 최다 득점자
| 선수                  | 골 |
| --------------------- | -- |
| 빌리 워커             | 11 |
| 톰 워링               | 7  |
| 조니 캠벨             | 5  |
| 존 데비               | 5  |
| 가브리엘 아그본라호르 | 4  |
| 에릭 휴턴             | 4  |
| 게리 히천스           | 4  |
| 앤디 그레이           | 4  |

| 선수            | 골 |
| --------------- | -- |
| 조 브래드퍼드   | 8  |
| 조니 크로스비   | 5  |
| 켄 리크         | 5  |
| 배리 브리지     | 4  |
| 조지 브릭스     | 4  |
| 트레버 프랜시스 | 4  |
| 아서 몬테니     | 4  |